# Ел Ел Кул Джей
Джеймс Тод Смит (на английски: James Todd Smith), известен още като LL Cool J, е американски рапър и актьор. Псевдонимът му означава Ladies Love Cool James, в превод – „дамите обичат готиния Джеймс“.
През 1985 година, едва на 17-годишна възраст, издава първата си песен – I Can't Live Without My Radio, след което бързо развива и налага оригиналния си стил.

## Биография
Джеймс Тод Смит е роден в Куинс, Ню Йорк, на 14 януари 1968 година, като единствено дете на Джеймс и Ондреа Смит. Тод, както го наричат, няма щастливо детство. Когато е на 4-годишна възраст, вижда как баща му застрелва майка му. След като се възстановява, майката на Джеймс започва да излиза с млад терапевт, с когото се запознават по време на престоя ѝ в болницата. Терапевтът се държи добре с нея, но в продължение на години малтретира Тод. За щастие Ондреа разбира какво причинява този мъж на синът ѝ и го напуска. По-късно Джеймс намира начин да забрави за тежкото си детство – музиката.
Започва да се занимава с хип-хоп едва на 9-годишна възраст, а на 17 издава първата си песен, която веднага се превръща в хит и слага началото на дългогодишната му кариера. На 7 август 1995 година сключва брак със Симон Джонсън, който продължава и до днес.

## Дискография

### Албуми
- Radio (1985)
- Bigger and Deffer (1987)
- Walking with a Panther (1989)
- Mama Said Knock You Out (1990)
- 14 Shots to the Dome (1993)
- Mr. Smith (1995)
- All World (1996)
- Phenomenon (1997)
- G.O.A.T. (2000)
- 10 (2002)
- The Definition (2004)
- Todd Smith (2006)
- Exit 13 (2008)
- Authentic (2013)

## Частична филмография
- 1991 – „Трудният начин“ (The Hard Way)
- 1992 – „Играчки“ (Toys)
- 1998 – „Хелоуин: 20 години по-късно“ (Halloween H20: 20 Years Later)
- 1999 – „Синята бездна“ (Deep Blue Sea)
- 1999 – „Всяка една неделя“ (Any Given Sunday)
- 2000 – „Ангелите на Чарли“ (Charlie's Angels)
- 2002 – „Ролербол“ (Rollerball)
- 2003 – „S.W.A.T.: Специален отряд“ (S.W.A.T.)
- 2004 – „Ловци на мисли“ (Mindhunters)
- 2005 – „Тлеещ огън“ (Slow Burn)
- 2006 – „Последна ваканция“ (Last Holiday)
- 2013 – „Бойни старчета“ (Grudge Match)